# سيرانيوس
بلدية سيرانيوس (بالإسبانية: Serranillos) هي بلدية تقع في مقاطعة آبلة التابعة لمنطقة قشتالة وليون وسط إسبانيا.

## الديموغرافيا
بلغ عدد سكان بلدية سيرانيوس 282 نسمة عام 2011 (وفقاً للمعهد الوطني للإحصاء الإسباني).
| 453 | 433 | 389 | 355 | 318 | 297 | 282 |